# Episkopí (Láppa, Réthymnon)
Pour les articles homonymes, voir Episkopí.
Episkopí, en grec moderne : Επισκοπή, est un village du dème de Réthymnon, en Crète, en Grèce. Selon le recensement de 2011, la population d'Episkopí compte 618 habitants. Le village est situé à une altitude de 120 m.

## Personnalités liées à la commune
- Le milliardaire grec Vardís Vardinogiánnis (1933-) est natif de la commune.